# Ignazio Marino
Ignazio Roberto Maria Marino (Genova, 10 marzo 1955) è un chirurgo e politico italiano, sindaco di Roma dal 12 giugno 2013 al 31 ottobre 2015. Attualmente è europarlamentare e vicepresidente del gruppo dei Verdi/Alleanza Libera Europea.
Eletto senatore nel 2006 e confermato nel 2008 e 2013, è stato presidente della commissione sanità nella XV legislatura e presidente della commissione parlamentare di inchiesta sull'efficacia e l'efficienza del servizio sanitario nazionale nella XVI.
Come medico è considerato uno dei maggiori specialisti mondiali dei trapianti d'organo. Dal 2002 collabora con la Thomas Jefferson University di Filadelfia, dove ha rivestito i ruoli, fra gli altri, di direttore dell'Istituto trapianti d'organo ed executive vice president sia dell'università stessa, sia dell'azienda ospedaliera affiliata Jefferson Health.

## Formazione
Nato a Genova, da madre svizzera e padre siciliano di Acireale, all'età di 14 anni si trasferì a Roma, dove si è formato culturalmente negli ambienti cattolici della capitale (fu giovane scout e si è diplomato al collegio Villa Flaminia San Giuseppe de Merode dei Fratelli delle scuole cristiane), si è laureato in medicina e chirurgia presso l'Università Cattolica del Sacro Cuore di Roma e si è specializzato in chirurgia generale e in chirurgia vascolare.

## Attività medica
Dopo la laurea, Marino ha lavorato come assistente al dipartimento di chirurgia del Policlinico Gemelli di Roma dal 1980 al 1990. In questo periodo ha lavorato inoltre come tirocinante nei centri trapianti di Cambridge (il Transplant Center dell'Università di Cambridge) nel Regno Unito e di Pittsburgh (il Pittsburgh Transplantation Institute dell'Università di Pittsburgh).

### Attività a Pittsburgh
A Pittsburgh, Marino ha completato la sua formazione sotto la guida di Thomas Starzl con una fellowship nei trapianti d'organo. Il 1º novembre 1987 ha partecipato al primo trapianto multiviscerale (stomaco, fegato, pancreas, intestino) su un essere umano nella storia della medicina. Nel 1991 Marino venne assunto dal professor Starzl in forza al personale medico dell'Università, divenendo chirurgo presso il Medical Center dell'Università di Pittsburgh e presso il Children's Hospital di Pittsburgh, ricoprendo anche la cattedra di professore di chirurgia presso l'Università. Nel 1992 divenne direttore associato del Centro per i trapianti di fegato del Veterans Affairs Medical Center di Pittsburgh, direttore della European medical division del Medical Center dell'Università di Pittsburgh.
A Pittsburgh, ha fatto parte del team che ha sviluppato l'uso clinico del FK506 (ora noto come Tacrolimus), un farmaco che ha sostituito qualsiasi altro immunosoppressore nel trapianto di fegato in tutto il mondo. È inoltre stato uno dei componenti del team coordinato dal professore Starzl che il 28 giugno 1992 e il 10 gennaio 1993 eseguì i primi due xenotrapianti di fegato da babbuino a uomo della storia, previsti per la cura della cirrosi in fase terminale causata dal virus dell'epatite B cronica. I babbuini furono scelti come donatori perché, nonostante le differenti dimensioni, condividono molte caratteristiche fisiologiche e genetiche con gli esseri umani, ma sono resistenti allo sviluppo dell'epatite cronica da virus B. I due pazienti, di 35 e di 62 anni, soffrivano entrambi di un'insufficienza epatica terminale conseguenza dell'epatite B, e sopravvissero rispettivamente 70 e 26 giorni dopo il trapianto.

### Ritorno in Italia
Nel 1999 Marino ha fondato l'Istituto mediterraneo per i trapianti e terapie ad alta specializzazione (ISMETT) a Palermo, il primo centro trapianti di fegato in Sicilia, di cui è stato direttore e amministratore delegato. Il 31 luglio 1999 ha eseguito il primo trapianto ortotopico di fegato della storia della sanità siciliana. È stato inoltre membro del primo Centro nazionale trapianti istituito con una legge approvata dal Parlamento Italiano nel 1999.

#### Il primo trapianto di organo su un sieropositivo in Italia
Il 17 luglio 2001 Marino, che nel decennio precedente aveva già realizzato negli Stati Uniti alcuni dei primi trapianti al mondo su pazienti sieropositivi (si trattava di trapianti di fegato), eseguì, per la prima volta in Italia, un trapianto di rene (donato dal padre) a un paziente italiano sieropositivo.
La notizia del trapianto ricevette le critiche dell'allora Ministro della Salute Girolamo Sirchia, si espressero a favore invece i chirurghi e gli esperti di AIDS. In seguito a quel primo trapianto su sieropositivo fu istituita una Commissione apposita presso il Centro nazionale trapianti col compito di stabilire l'ammissibilità di questo tipo di intervento: l'approvazione definitiva della commissione del CNT, arrivata dopo quasi tre anni, ha fatto sì che l'esecuzione di trapianti su pazienti sieropositivi divenisse una prassi regolare e di successo anche in Italia. Il primo paziente trapiantato ha festeggiato nel 2019 il 18º anno dal trapianto, in ottima salute e con l'organo trapiantato perfettamente funzionante.

### Trasferimento a Filadelfia
Nel 2002 si è dimesso dall'University of Pittsburgh Medical Center e dalla direzione dell'Istituto mediterraneo per i trapianti per assumere la posizione di direttore del programma trapianti presso il Jefferson Medical College di Filadelfia. Nello stesso anno è diventato professore di chirurgia presso la Thomas Jefferson University di Filadelfia e nel giugno 2004 è stato nominato direttore della Divisione trapianti di fegato e chirurgia epatobiliare, carica mantenuta fino all'agosto 2006. Dal 2015 è divenuto Doctor of Science (Hon.) presso la Thomas Jefferson University dove, oltre che di trapianti, si occupa di progetti strategici, diventando dal 2018 ''Senior Vice President of Strategic Affairs''.
Nel 2016 la David Geffen School of Medicine della UCLA e la Longmire Surgical Society lo hanno nominato Longmire Visiting Professor.
Nel 2019, Marino ha realizzato con la Thomas Jefferson University e con l'Università Cattolica del Sacro Cuore un corso di laurea in medicina e chirurgia che consente agli studenti di studiare 3 anni in Europa e 3 anni negli USA conseguendo al termine una doppia laurea che permette di esercitare la professione nei 27 Stati dell'Unione europea e negli USA.
Nel 2020, il Board of Trustees della Thomas Jefferson University e Jefferson Health ha nominato Marino executive vice president della Thomas Jefferson University e Jefferson Health.

### Attività accademica
Marino è autore di oltre 700 pubblicazioni in varie riviste scientifiche di Medicina e Chirurgia dei Trapianti (Annals of Surgery, Cancer, Hepatology, Immunology Review, The Lancet, Liver Transplantation e altre), è membro di 27 società scientifiche, fondatore di 4, e ha ricevuto 59 premi e riconoscimenti pubblici; è membro dei comitati di redazione delle riviste scientifiche Transplantation, Liver Transplantation, Clinical Transplantation, Digestive Diseases & Sciences, Experimental and Clinical Transplantation, Journal of Experimental & Clinical Cancer Research e altre.
Tra i vari ambiti d’intervento e temi di ricerca, Marino si è occupato del danno da riperfusione nel trapianto di fegato, (Transplantation, 1985); del ruolo del trapianto di fegato per il trattamento dell'Emangioendotelioma Epitelioide (EHE) del fegato (Cancer, 1988); dei fenomeni mediati da anticorpi associati ad alloimmunizzazione HLA, realizzando il primo studio clinico a dimostrazione dell'utilità dello screening degli anticorpi linfocitotossici nei pazienti sottoposti a trapianto di fegato (Transplantation, 1989); del trapianto di fegato in pazienti con trombosi della vena porta (Annals of Surgery, 1991); del trapianto di fegato nei bambini affetti da sindrome di Alagille (Transplant International, 1992). Nel 1998, Marino ha condotto l'analisi clinica su una serie di trapianti di fegato (2 376 trapianti), identificando 10 diverse variabili associate all'esito di un trapianto (Transplantation, 1998). Dal 2017 è impegnato in un progetto denominato Global Kidney Exchange che mira ad aumentare la disponibilità di organi per trapianto di rene. Al progetto Marino lavora insieme al premio Nobel Alvin Roth (Transplant International, 2020).

## Attività editoriale
Nel 2005 ha pubblicato Credere e curare, un saggio che tratta della professione di medico e dell'influsso che su questo mestiere ha la fede, intesa anche come credo religioso e come passione, solidarietà ed empatia verso gli altri. Nel 2007 presso la fondazione Italianieuropei ha pubblicato il saggio Sistema salute. Analisi e prospettive per il futuro della sanità italiana. Nel 2008 ha pubblicato Idee per diventare chirurgo dei trapianti. Una corsa fra la vita e la morte. Al 2009 risale Nelle tue mani. Medicina, fede, etica e diritti, racconto in prima persona di un medico che affronta le questioni ultime: le decisioni sui trapianti, il testamento biologico, i progressi tecnologici e gli interrogativi sulla fine della vita. Nel 2012 Credere e conoscere, un dialogo con il cardinale Carlo Maria Martini su temi etici e scientifici come l'inizio e la fine della vita, la ricerca sulle cellule staminali e l'eutanasia, e nel 2016 Un marziano a Roma, un resoconto personale e politico dell'esperienza da sindaco della Capitale, in cui riflette sulle difficoltà di amministrare la città e sulla necessità di riforme profonde nella gestione pubblica.

## Attività politica

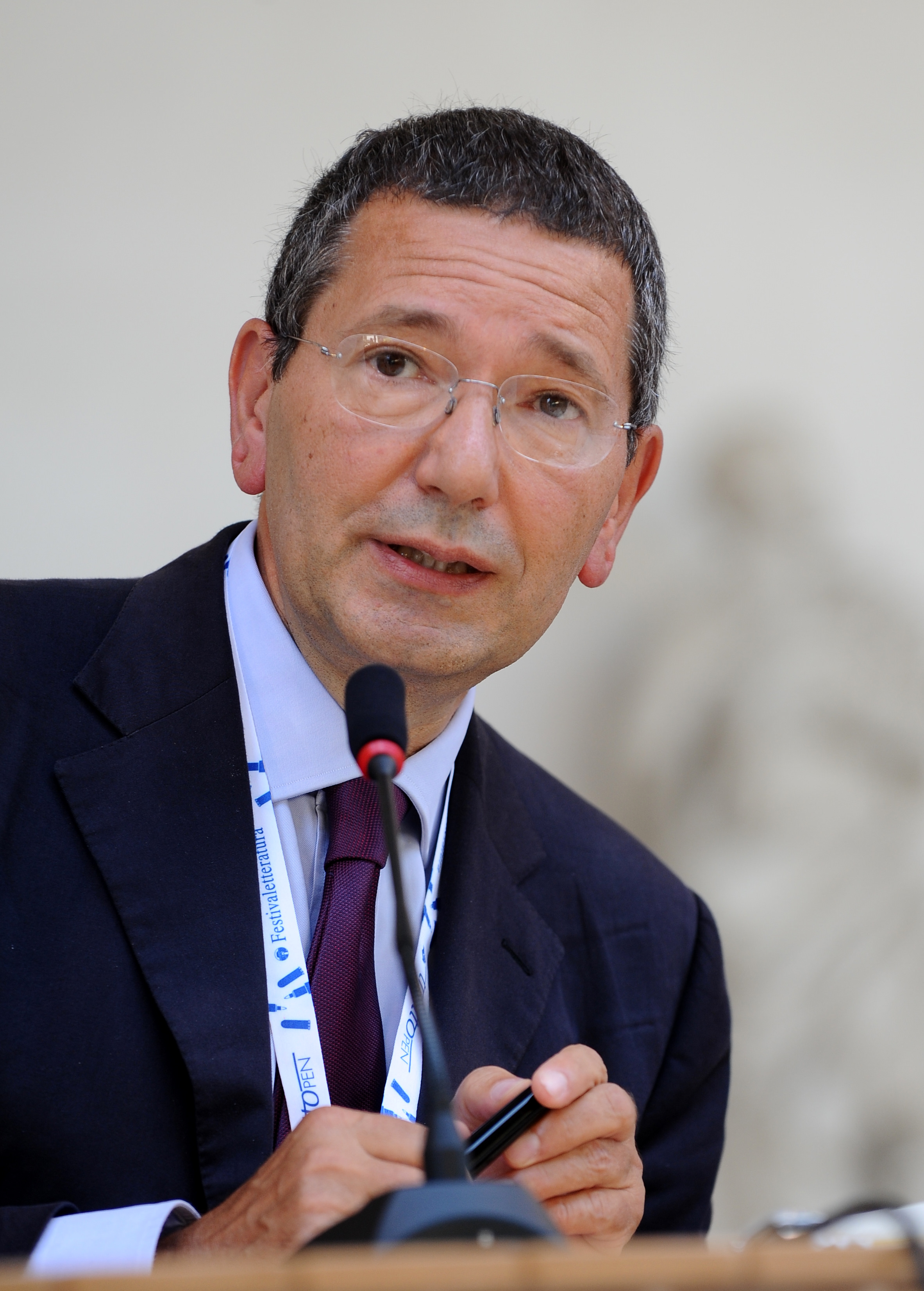
Ignazio Marino al Festivaletteratura nel 2012

### Attività parlamentare
Alle elezioni politiche del 2006 viene candidato al Senato della Repubblica, tra le liste dei Democratici di Sinistra come indipendente nella circoscrizione Lazio in seconda posizione, risultando eletto senatore. Nella XV legislatura della Repubblica è stato presidente della 12ª Commissione Igiene e Sanità e ha presentato due disegni di legge per introdurre il testamento biologico in Italia e per regolamentare l'attività dei medici nelle strutture pubbliche italiane, portando quest'ultimo ad essere approvato. Da senatore, ha inoltre presentato emendamenti alle Leggi Finanziarie del 2006 e 2007, per destinare il 10% dei fondi nazionali per la ricerca biomedica a progetti di giovani scienziati under 40.
Rieletto nella medesima circoscrizione a Palazzo Madama alle elezioni politiche del 2008 con il Partito Democratico, è stato presidente della Commissione parlamentare d'inchiesta sull'efficacia e l'efficienza del Servizio Sanitario Nazionale e nuovamente membro della 12ª Commissione Igiene e Sanità.

#### Commissione d'inchiesta del Senato sul Servizio sanitario nazionale
Dal 2008 al 2013, Marino fu presidente della Commissione d'inchiesta del Senato sul Servizio sanitario nazionale, istituita con deliberazione del Senato del 30 luglio 2008. Durante le sue attività la commissione adottò criteri scientifici di valutazione delle strutture, evidenziando il forte divario esistente tra i sistemi sanitari delle diverse regioni. La Commissione svolse inoltre nove inchieste. Tra di esse, una venne avviata nel 2009 sulle cure prestate a Stefano Cucchi durante la detenzione, e si concluse con un cambiamento dei protocolli per le strutture ospedaliere protette italiane, privilegiando la funzione di assistenza. Nello stesso anno, a seguito del terremoto dell'Aquila, venne avviata un'inchiesta sulla capacità delle strutture ospedaliere di fronteggiare il rischio sismico, da cui emerse che il 75% delle strutture verificate presentava gravi carenze in caso di forti terremoti, oltre alla mancanza di investimenti adeguati e l'insufficienza dei controlli sulla sicurezza degli edifici.
Nel 2011 si concluse un'altra inchiesta condotta sugli Ospedali psichiatrici giudiziari (OPG). Da essa emerse come soltanto una delle strutture esaminate possedesse gli standard previsti per legge: nella maggior parte di esse non esistevano programmi di terapia adeguati, vi erano pessime condizioni igieniche e un sovraffollamento di pazienti-detenuti, che spesso vi rimanevano per decenni anche se avevano commesso reati minori. Il lavoro della commissione portò nel 2012 all'approvazione di una legge che tra 2015 e 2017 chiuse i manicomi criminali, sostituendoli con le Residenze per l'esecuzione delle misure di sicurezza (REMS). L'inchiesta, alimentata da filmati e immagini che documentarono lo stato dei pazienti, portò alla realizzazione del docufilm "Lo Stato della follia", di Francesco Cordio. Il documentario, in cui sono presenti diverse testimonianze dell'allora presidente della Commissione d'inchiesta Marino che visitò in prima persona le strutture senza avvisare le amministrazioni, è stato vincitore anche del premio Ilaria Alpi.

### Candidatura alla segreteria del Partito Democratico

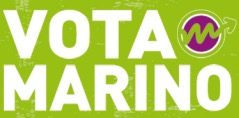
Logo della campagna elettorale per le primarie del 2009

Il 23 luglio 2009 Marino annunciò la propria candidatura alla segreteria del PD in vista delle elezioni primarie dell'ottobre successivo, con un programma incentrato sul rilancio del merito e dei diritti civili, sulla salute, la laicità e l'ambiente. Lo slogan scelto per la campagna elettorale fu "Vivi il PD, cambia l'Italia". Con il 12,5% delle preferenze, Marino giunse terzo, dietro Pier Luigi Bersani e Dario Franceschini.
Nel 2010, a seguito di un'inchiesta della Procura di Bologna, i magistrati felsinei, a seguito di intercettazioni telefoniche, sostennero che la candidatura alle primarie del PD fosse stata all'origine della decisione da parte del Policlinico Sant'Orsola-Malpighi di Bologna di non assumere Marino come chirurgo in forza all'ospedale, in quanto la collaborazione avrebbe potuto nuocere a Bersani. L'inchiesta venne comunque archiviata in quanto i fatti contestati non costituivano reato.
Alle elezioni politiche del 2013 Marino è stato rieletto senatore tra le file del PD nella circoscrizione Piemonte.

### Sindaco di Roma
Il 18 marzo 2013, in vista delle elezioni amministrative, Marino ufficializzò la sua candidatura alle elezioni primarie del centro-sinistra per la scelta del candidato sindaco di Roma, annunciando pochi giorni dopo che si sarebbe dimesso da senatore,  venendo sostenuto da una parte minoritaria del PD, Sinistra Ecologia Libertà (SEL) e Rivoluzione Civile. Alle primarie del 7 aprile Marino vinse ottenendo il 55% dei voti e sconfiggendo David Sassoli (27%), capodelegazione del PD al Parlamento europeo ed esponente della corrente franceschiniana del PD, Paolo Gentiloni (15%), deputato ed ex ministro delle comunicazioni nel governo Prodi II, Gemma Azuni (5%), capogruppo di SEL all'Assemblea Capitolina, Patrizia Prestipino (3%), assessore provinciale di Roma del PD, e l'avvocato appoggiato dal PSI Mattia di Tommaso (1%). Il 22 maggio il Senato accolse le dimissioni di Marino.
Alla tornata elettorale Marino si presentò sostenuto dal PD, lista civica Marino Sindaco, Sinistra Ecologia Libertà, Centro Democratico, Verdi Ecologisti e Reti Civiche e Partito Socialista Italiano. Al primo turno ottenne il 42,6% dei voti contro il 30,27% del sindaco uscente di centro-destra Gianni Alemanno. Al ballottaggio del 9-10 giugno s'impose con il 63,93% dei voti, venendo proclamato sindaco di Roma il 12 giugno 2013 e il 26 giugno presentò la giunta composta per metà da tecnici.
L'attività della giunta Marino, conclusasi anticipatamente nel 2015 a causa della dimissione di 26 consiglieri, fu segnata dai cronici problemi di bilancio del Comune di Roma e da contrasti del sindaco (soprannominato "il marziano" per la sua estraneità dalla politica romana), col Partito Democratico locale e col governo nazionale guidato dal segretario del PD Matteo Renzi. L'operato del sindaco è stato accompagnato da un forte dibattito pubblico. Da un lato, i critici hanno spesso evidenziato l'incapacità di connettersi con l'opinione pubblica, difficoltà gestionali e presunti limiti amministrativi, soprattutto nel campo dei rifiuti e dei trasporti, aspetti che hanno trovato ampio spazio sui media, anche internazionali. Dall'altro, i sostenitori hanno sottolineato il carattere innovativo e di rottura della sua amministrazione, sostenendo che le sue politiche abbiano minato privilegi consolidati e suscitato forti resistenze, in un contesto reso ancor più complesso dalle rivelazioni dell'inchiesta Mafia Capitale a partire dal dicembre 2014.

#### Legalità e sicurezza
La legalità a Roma fu tema al centro del dibattito pubblico a seguito dell'avvio dell'inchiesta di Mafia capitale, che provocò numerosi arresti anche tra dirigenti pubblici del Comune di Roma e tra esponenti di diversi partiti, tra cui il predecessore di Marino, Gianni Alemanno, ma anche esponenti del PD come Andrea Tassone, presidente del X municipio (che nell'agosto 2015 venne commissariato). La giunta Marino si fece promotrice di iniziative quali l'allontanamento dal centro storico dei camion bar, gestiti in gran parte dalla famiglia Tredicine, e la riduzione degli spazi per i venditori ambulanti di souvenir. Inoltre vennero aperti varchi per l'accesso dei bagnanti alla spiaggia di Ostia, con demolizione delle costruzioni abusive che impedivano l'accesso libero al mare. Nel gennaio 2015 vennero poi adottate norme più restrittive sugli appalti pubblici, mettendo fine alle procedure in "somma urgenza", agli affidamenti diretti e alle convenzioni con cooperative (al centro dell'inchiesta di Mafia capitale vi erano infatti state le cooperative gestite da Salvatore Buzzi). Nell'agosto dello stesso anno un piano anticorruzione impose la rotazione di tutti i dirigenti del Comune e dei Municipi tra i vari uffici.
Il periodo dell'Amministrazione Marino fu però segnato anche da forti problemi riguardo ai vigili urbani. Nel 2013 il comandante appena nominato da Marino dovette dimettersi (anche a seguito del ricorso del sindacato della polizia locale) poiché non aveva i requisiti. Nel dicembre 2014 il taglio di alcune indennità e il piano anticorruzione avviato dal nuovo comandante (che prevedeva tra le altre cose la rotazione dei vigili tra le diverse aree della città) causò uno sciopero bianco che comportò l'assenza dell'83% del personale durante la notte di Capodanno.

#### Trasporti
Sulla mobilità il cambiamento più rilevante avvenuto durante il mandato dell'Amministrazione Marino fu l'apertura di 15 nuove stazioni della Linea C della Metropolitana di Roma nel novembre 2014, cui seguirono altre sei stazioni nel giugno 2015, per un totale di 18 km.
L'attività dell'Amministrazione fu però segnata dalle difficoltà di ATAC, la società municipalizzata che gestisce la mobilità locale nella Capitale. Nel giugno 2015 Marino dichiarò in conferenza stampa che il piano di risanamento era fallito, annunciando una ricapitalizzazione da 200 milioni di euro per evitare il fallimento, il rinnovo dei vertici dell'azienda e aprendo a una parziale privatizzazione. Nell'estate 2015 l'annuncio di misure quali l'aumento delle ore lavorative e l'utilizzo dei badge per controllare l'effettivo orario di lavoro causarono uno sciopero bianco tra i dipendenti che comportò innumerevoli disagi per il trasporto pubblico locale della Capitale.

#### Rifiuti
Il 20 settembre 2013 Marino dispose la chiusura della discarica di Malagrotta, la discarica più grande d'Europa estesa su 240 ettari e che riceveva 2 milioni di tonnellate di rifiuti all'anno, che l’Unione Europea aveva intimato di chiudere entro il 2007. Nel luglio 2014 tale misura è stata accompagnata da un piano rifiuti volto a incrementare la raccolta differenziata e creare diversi "Ecodistretti", complessi di impianti per il recupero di tutte le frazioni della raccolta differenziata. Nel luglio 2015 fu presentato il bando per la costruzione del primo ecodistretto a Rocca Cencia. Durante l'Amministrazione Marino Roma vide un aumento della raccolta differenziata dal 30,5 al 41,5% in due anni.

Così come per ATAC, anche per quanto riguarda AMA, l'agenzia municipalizzata dei rifiuti, questo periodo fu segnato da grosse difficoltà. Nel gennaio 2014 il presidente Ivan Strozzi, appena nominato dal nuovo sindaco, fu costretto a dimettersi a causa di una vicenda giudiziaria di un decennio prima. Nei mesi successivi invece l'azienda fu coinvolta nell'inchiesta su Mafia capitale. La giunta Marino adottò anche in questo campo misure anticorruzione come la rotazione e il ricambio dei dirigenti e l'affidamento con bandi di gara di gran parte dei beni e servizi, misure antievasione, oltre alla geolocalizzazione dei mezzi di raccolta dei rifiuti per controllare l'effettivo svolgimento del servizio.

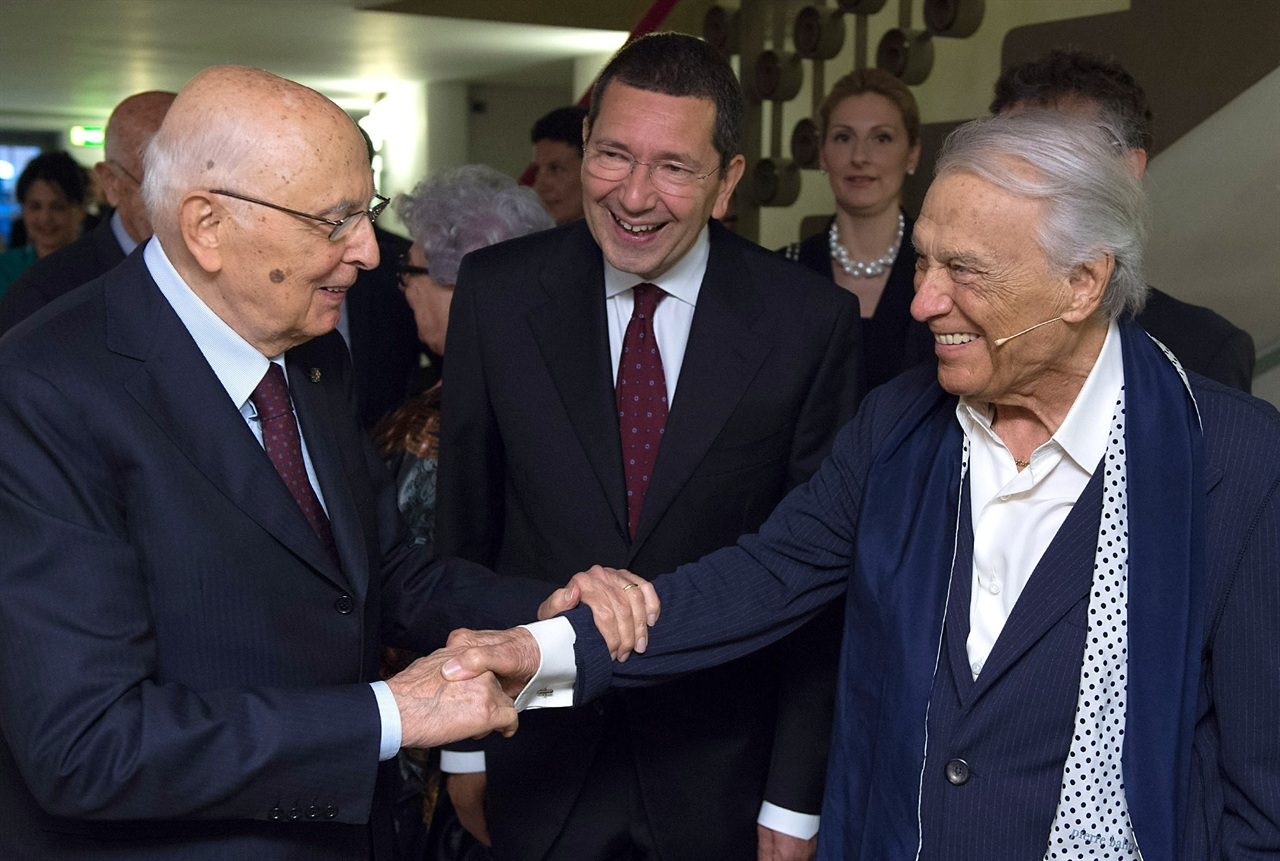
Marino con Giorgio Napolitano e Giorgio Albertazzi nel 2014

#### Turismo e cultura
Nell'agosto 2013, pochi mesi dopo l'insediamento, la Giunta Marino decise la chiusura al traffico privato di via dei Fori imperiali, in via sperimentale, all'interno nel piano di valorizzazione dell'area archeologica centrale. Da parte di critici accademici si è sostenuto che le politiche sul turismo della giunta si siano limitate al centro storico e che abbiano avuto un'efficacia limitata.
Dal 2013 Ignazio Marino ha promosso l’interesse di diversi filantropi per la realizzazione di numerosi interventi di restauro archeologico sul patrimonio artistico di Roma su siti considerati patrimonio UNESCO. Tra questi vanno elencate le operazioni di restauro della scalinata di Trinità dei Monti e della Fontana della Barcaccia a Piazza di Spagna, della Fontana di Trevi, della Piramide Cestia, dell'affresco nella Sala Orazi e Curiazi, dei Musei Capitolini e della Fontana dei Dioscuri.
Durante l'amministrazione Marino inoltre sono stati avviati i lavori che hanno portato alla riapertura al pubblico del Mausoleo di Augusto e gli scavi in via Alessandrina nella zona archeologica dei Fori Imperiali. Di particolare rilievo furono inoltre le due operazioni di anastilosi di sette colonne del Tempio della Pace e di due ordini di colonne della Basilica Ulpia.

#### Altri ambiti
Nel 2013 il sindaco accolse per il comune di Roma la proposta per il registro delle unioni civili voluta dalla maggioranza di centrosinistra e dal Movimento 5 Stelle. Il 7 giugno 2014 Marino aprì il corteo del Roma Gay Pride al fianco di altri politici (Nichi Vendola) e attivisti del movimento italiano LGBT (si trattava della prima volta dal 1994 che un primo cittadino di Roma partecipava a tale manifestazione). Il 18 ottobre 2014, nella sua qualità di ufficiale di stato civile, in una cerimonia pubblica in Campidoglio, trascrisse nel registro anagrafico comunale gli atti di matrimonio esteri di sedici coppie formate da persone dello stesso sesso. Il Ministro dell'Interno Angelino Alfano sostenne che la trascrizione fosse illegittima e pretese l'annullamento del provvedimento per il tramite del Prefetto. Il provvedimento di annullamento venne a sua volta ritenuto illegittimo quattro anni più tardi dalla Cassazione.
Il 15 ottobre 2013 Marino proibì il funerale pubblico e la sepoltura a Roma dell'ex capitano delle SS Erich Priebke, morto più che centenario nella sua casa di Roma, dove stava scontando l'ergastolo per l'eccidio delle Fosse Ardeatine.
Ad aprile 2015, il sindaco Ignazio Marino propose con successo la candidatura di Roma come città ospitante dell'edizione 2023 della Ryder Cup, la prima in assoluto in Italia, svolta nel Marco Simone Golf & Country Club di Guidonia Montecelio.

#### La crisi politica tra rimpasti e casi mediatici
Nel febbraio 2014 Marino minacciò una prima volta dapprima di dimettersi e poi di sospendere tutti i servizi del comune, a fronte del momentaneo ritiro da parte del governo nazionale di un decreto che avrebbe dovuto coprire una parte dei debiti del comune, evitandone il default.
Il primo caso mediatico che coinvolse Marino scoppiò a ottobre 2014, quando il senatore Andrea Augello (NCD) presentò un'interrogazione parlamentare riguardo a otto presunte violazioni della ZTL da parte dell'automobile privata del sindaco (una Fiat Panda rossa del 2003) e alle relative multe "sospese", nonostante il sindaco avesse diritto a un permesso per l'ingresso nella zona ZTL, che sarebbe però risultato scaduto e non rinnovato per tempo. I media diedero grande risalto alla vicenda, soprannominandola "Pandagate". Il sindaco Marino presentò un esposto alla procura della Repubblica di Roma, che accertò la "sostanziale regolarità" del permesso ZTL del sindaco e al contempo una violazione del sistema informatico del comune e la manipolazione dei dati ai danni del sindaco. Il caso venne tuttavia archiviato essendo impossibile identificare l'autore del reato.
Nel gennaio 2015, dopo che l'inchiesta di Mafia capitale aveva coinvolto anche esponenti del PD tra cui un suo assessore, Marino operò un primo rimpasto di giunta. Un ulteriore rimpasto seguì appena sei mesi più tardi, dopo l'uscita dalla giunta sia di SEL e del vicesindaco Neri (in polemica col PD romano a seguito di ulteriori rivelazioni dell'inchiesta), sia degli assessori di area renziana Scozzese e Improta (quest'ultimo, assessore ai trasporti, era stato sfiduciato pubblicamente dallo stesso Marino). Nonostante il nuovo vicensindaco, Marco Causi, fosse anch'egli di area renziana, nei giorni del rimpasto vi furono critiche pubbliche al sindaco da parte di Renzi. Le polemiche furono alimentate anche da articoli critici verso il sindaco e la situazione in città usciti sul New York Times e su Le Monde.
Lo scandalo che portò infine alla caduta della giunta avvenne qualche mese più tardi. Nel settembre 2015 Marino venne iscritto nel registro degli indagati per pagamenti effettuati da una Onlus e per presunte cene private registrate come "spese di rappresentanza" e pagate con la carta di credito del comune. Anche in questo caso la vicenda ebbe una vasta eco sui giornali, che riportarono anche notizie false, come quella che Marino fosse stato costretto a dimettersi dall'Università di Pittsburgh per problemi legati ai rimborsi spese. Nel 2019 Marino risultò infine assolto da tutte le accuse. In intercettazioni effettuate in successive inchieste della procura di Roma, emersero testimonianze secondo cui il Partito Democratico avrebbe chiesto ad alcuni vigili di Roma di costruire notizie false come quelle relative alla Panda rossa in divieto di sosta e gli scontrini delle cene per screditare il Sindaco Marino.
Sempre nel settembre 2015 si aggiunse un ulteriore caso mediatico dopo che papa Francesco dichiarò alla stampa di non aver invitato Marino al congresso mondiale delle famiglie che si tenne a Filadelfia, a cui il sindaco aveva partecipato. Il sindaco dichiarò in seguito che si trovava nella città americana su invito del locale sindaco Michael Nutter.

#### Dimissioni e decadenza

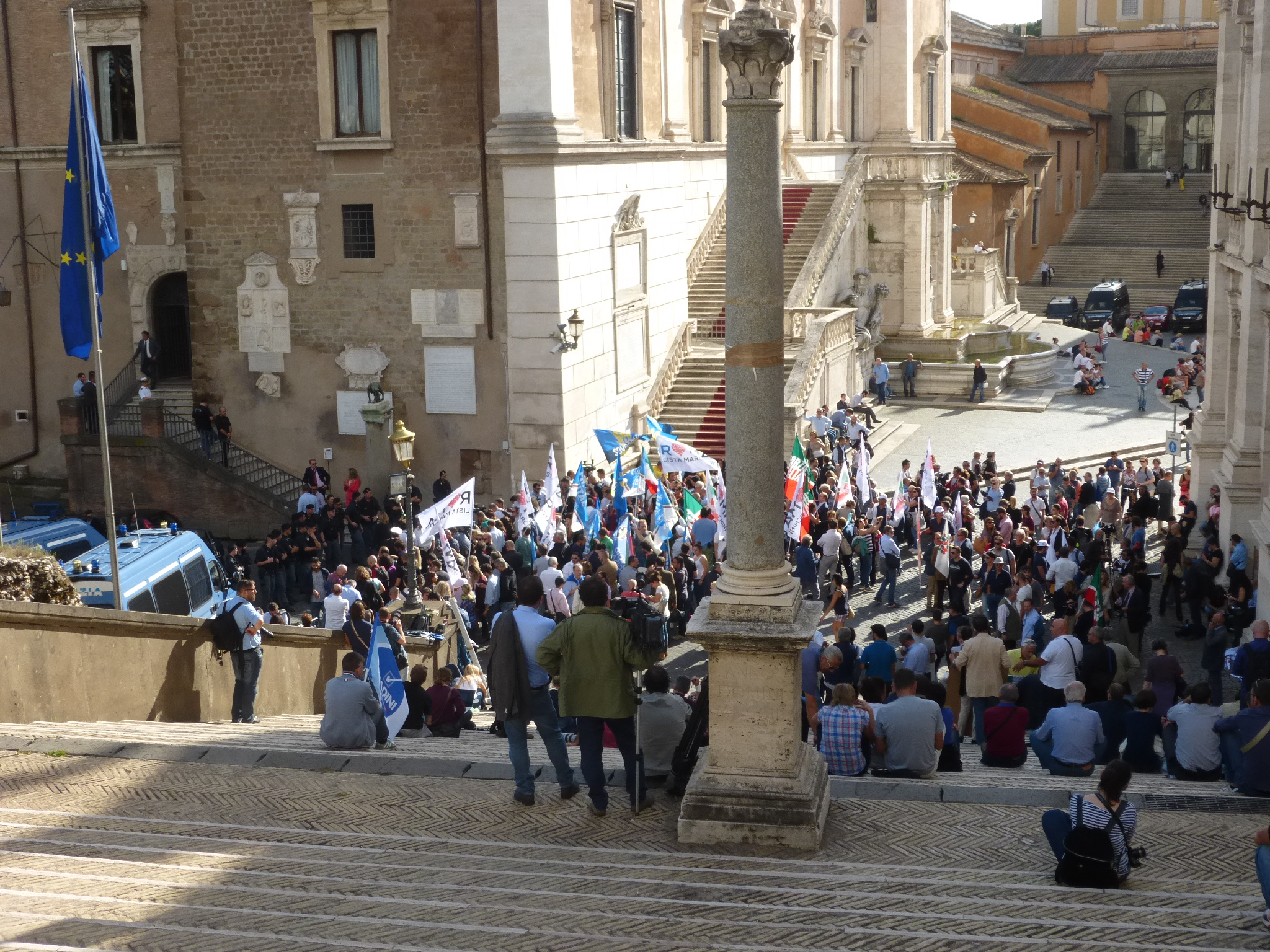
Manifestanti in attesa dell'annuncio delle dimissioni di Marino in piazza del Campidoglio l'8 ottobre 2015

L'8 ottobre 2015 Marino annunciò le dimissioni dalla carica di sindaco di Roma (formalizzate il 12 ottobre successivo), commentando l'atto "non come segnale di debolezza o addirittura di ammissione di colpa per questa squallida e manipolata polemica sulle spese di rappresentanza e i relativi scontrini". Il 29 ottobre, anche a seguito di un sit-in dei suoi sostenitori in Piazza del Campidoglio, ritirò le dimissioni da sindaco, chiedendo un dibattito in consiglio comunale.
Il 30 ottobre 2015, a seguito delle dimissioni di 26 consiglieri comunali (di cui 19 appartenenti al PD) presentate contestualmente davanti ad un notaio, Marino decadde dalla carica insieme alla propria giunta e alla stessa assemblea consiliare, restando però ancora un giorno in carica per l'ordinaria amministrazione.
Il 1º novembre assunse le funzioni di commissario prefettizio di Roma Francesco Paolo Tronca, già prefetto di Milano.

### Ritorno alla politica ed elezione al Parlamento europeo (dal 2024)
Dopo diversi anni di assenza volontaria dalla politica, in vista delle elezioni europee del 2024 Marino annunciò di aver accettato la candidatura di Alleanza Verdi e Sinistra al Parlamento europeo, venendo messo come capolista nella circoscrizione Italia centrale e in seconda posizione nell'Italia nord-occidentale, raccogliendo 22 368 preferenze nella circoscrizione nord-occidente e 51 184 preferenze nel centro dove risultò eletto europarlamentare. Successivamente è iscritto al gruppo dei Verdi/Alleanza Libera Europea insieme agli altri tre colleghi di Europa Verde. In seguito alla sua elezione, è divenuto vicepresidente del gruppo Verdi/Alleanza Libera Europea, membro della Commissione per i Bilanci, della Commissione per l'Ambiente, la Sanità Pubblica e la Sicurezza Alimentare, della Delegazione per le Relazioni con gli Stati Uniti, della Delegazione all'Assemblea Parlamentare Paritetica dell'UE dell'Organizzazione degli Stati dell'Africa, dei Caraibi e del Pacifico e sostituto della Delegazione all'Assemblea Parlamentare Africa-UE.

## Procedimenti giudiziari

### Caso degli scontrini e di Imagine
A settembre 2015 Marino venne iscritto nel registro degli indagati dalla procura di Roma a seguito di un'inchiesta aperta nei suoi confronti per presunte irregolarità in alcuni pagamenti a suoi collaboratori effettuati da Imagine, una Onlus da lui fondata nel 2005. Poco dopo, con un esposto di Fratelli d'Italia e Movimento 5 Stelle viene contestata la legittimità di una parte delle spese di rappresentanza, per un ammontare di circa un migliaio di euro, che il sindaco avrebbe effettuato con la carta di credito del comune. A seguito dell'esposto, che si basa sugli scontrini relativi alle spese di rappresentanza pubblicati per iniziativa dello stesso sindaco sul sito del Comune, la Procura di Roma apre un fascicolo.
L'accusa, gravitante intorno all'ipotesi di reato di peculato, suscita polemiche alimentate anche dall'entrata in scena di ristoratori, ambasciatori, esponenti della Comunità di Sant'Egidio indicati, nei giustificativi prodotti dal Comune e non dal sindaco, come commensali del Sindaco, e tutti trovatisi a smentire con decisione la circostanza. Marino dichiara agli inquirenti che le spese contestate risalivano all'inizio del mandato di Sindaco e, a causa di un cambiamento organizzativo, erano state compilate dagli uffici comunali con circa un anno di ritardo, ricostruendo in base all'agenda del Sindaco i probabili impegni di rappresentanza, con firme sui giustificativi non appartenenti al Sindaco. Questo fatto viene confermato dalle indagini e dalla sentenza di assoluzione in primo grado.
Marino, dichiarando di voler riportare l'attenzione sui problemi della città e sui progetti in corso per Roma, dona alla città, di tasca propria, i circa 20 000 euro che sarebbero stati spesi con la carta del Comune, consegnando alla ragioneria del Comune un assegno dei 20 000 euro il 9 ottobre 2015.
Il 20 giugno 2016 Marino chiede e ottiene di essere giudicato per entrambe le accuse tramite il rito abbreviato. Il procedimento lo vede imputato di peculato e falso ideologico in relazione all'utilizzo della carta di credito assegnatagli dal Comune e per truffa in relazione ai contributi della Onlus Imagine.
Il 7 ottobre 2016 il GUP del tribunale di Roma lo assolve in primo grado dalle accuse con formula piena: dall'accusa di peculato e falso perché "il fatto non sussiste" e dall'accusa di truffa perché "il fatto non costituisce reato".
L'11 gennaio 2018 la Corte d'appello di Roma riforma parzialmente la sentenza, confermando l'assoluzione per la vicenda della Onlus Imagine ed emettendo sentenza di condanna in riferimento alle cene che sarebbero state pagate con la carta di credito del Campidoglio durante il periodo in cui era sindaco di Roma. Ignazio Marino ribadisce la sua innocenza rispetto ad ogni accusa e il suo avvocato, il Prof. Enzo Musco, dichiara "inesistenti" gli elementi di colpevolezza parlando di sentenza politica annunciando il ricorso in Cassazione.
Il 9 aprile 2019 la Corte di Cassazione annulla la sentenza di appello e assolve definitivamente Marino per la vicenda degli scontrini perché "Il fatto non sussiste". La Corte di cassazione ha statuito che le spese compiute con la carta di credito, concessa dall'Amministrazione Capitolina in dotazione all'ex Sindaco Marino, costituivano spese di rappresentanza fatte nell’interesse di Roma e per finalità istituzionali, non sussistendo il delitto continuato di peculato e sottolineando la radicale infondatezza dell’ipotesi accusatoria fin dalla sua origine.

## Posizioni politiche

### Bioetica
Marino, che si è dichiarato di fede cattolica, ha affermato di avere, come medico e come politico, una visione laica della politica e di mantenere sui temi etici una linea indipendente.

#### Testamento biologico
Marino ha preso le distanze dalla dottrina cattolica sulla fine della vita, sostenendo l'esigenza di una legge italiana in materia di testamento biologico, che consentirebbe di rifiutare nelle disposizioni di fine vita l'idratazione e la nutrizione artificiali. Nonostante la Chiesa cattolica nel Catechismo definisca tale pratica come «eutanasia per omissione», Marino ne ha sostenuto la liceità anche per la dottrina cattolica, considerandola una procedura medica "straordinaria e sproporzionata", la cui interruzione sarebbe quindi ammessa dal Catechismo, e citando una lettera che papa Paolo VI per tramite dell'allora cardinale segretario di stato Jean-Marie Villot, inviò il 3 ottobre 1970 al segretario generale della FIAMC. La lettera che, secondo Marino, consentirebbe di sospendere l'idratazione e la nutrizione artificiale nei pazienti in stato vegetativo recita:
(Lettera inviata dal card. Villot, a nome di Paolo VI, alla FIAMC, 3 ottobre 1970)
Tale interpretazione (che contrapporrebbe Paolo VI ai papi successivi, che hanno condannato la sospensione dell'idratazione e della nutrizione artificiale) è stata contestata da altri esponenti cattolici, come il medico e all'epoca candidato dell'Unione di Centro Gian Luigi Gigli, in quanto a suo avviso la  "rianimazione vegetativa" cui faceva riferimento Montini era la rianimazione delle funzioni vegetative cardiaca e respiratoria, e quindi non si riferiva ai pazienti in stato vegetativo, che non ne hanno alcun bisogno non necessitando di ventilatori o di supporti cardiocircolatori per vivere. La posizione di Marino è stata invece elogiata da giornalisti cattolici progressisti come Federico Orlando, su Europa.

#### Altri temi bioetici
Marino si è inoltre detto favorevole all’utilizzo delle cellule staminali embrionali per la ricerca e la cura delle malattie.

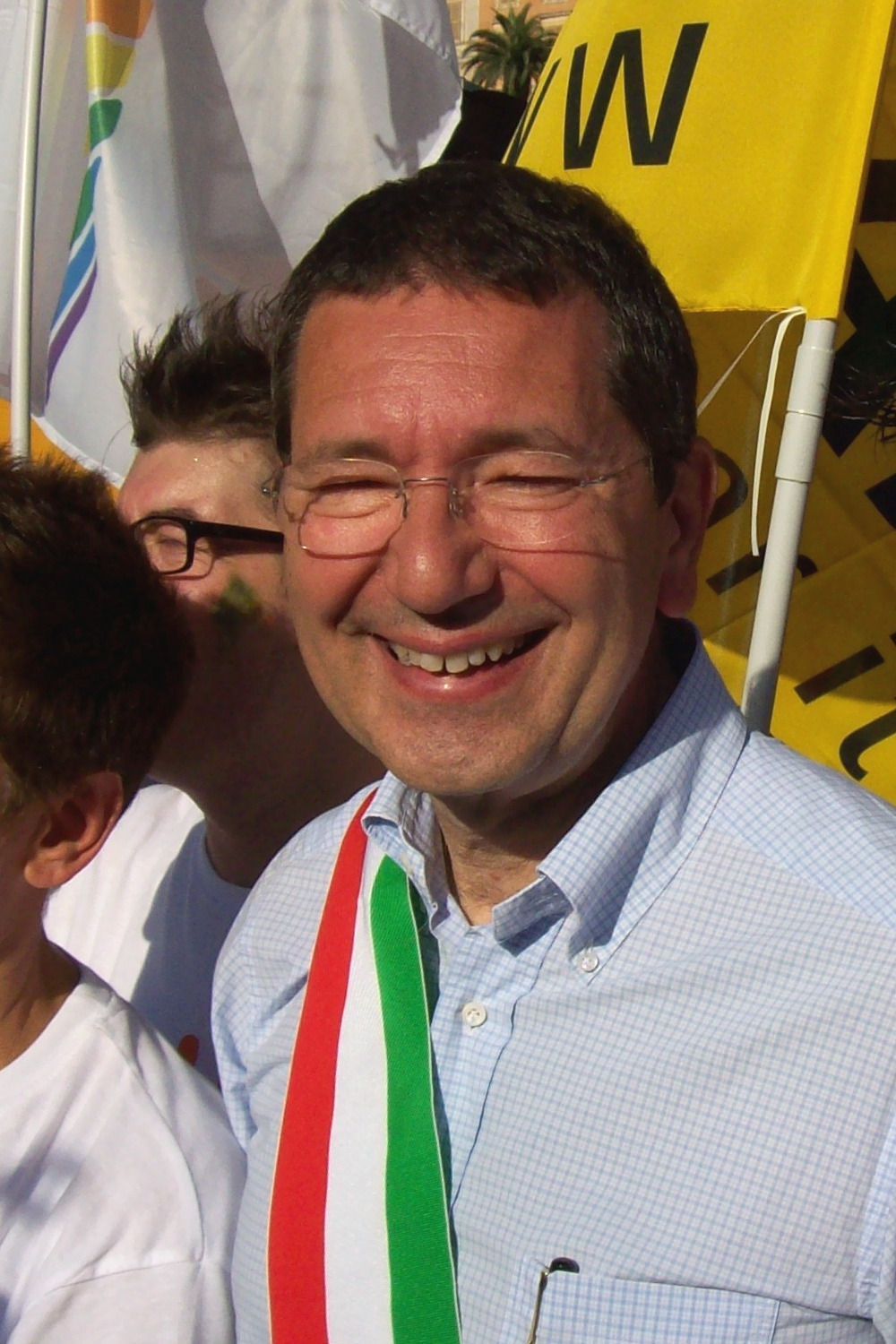
Marino presenzia al Roma Gay Pride il 7 giugno 2014

### Sanità e medicina
Marino ritiene che l'innovazione in Sanità non dipenda esclusivamente da avanzamenti tecnologici, ma anche da misure di prevenzione, accesso ai servizi di base, regolamentazione dei ricoveri e una comunicazione efficace con i cittadini. Ritiene necessarie regole di selezione chiare per il personale sanitario e un sistema di valutazione basato sulla qualità delle cure, misurata con indicatori come il tasso di sopravvivenza, le complicanze post-operatorie e l'appropriatezza delle terapie.
Nel settore della ricerca scientifica in Italia, considera il finanziamento pubblico essenziale ma insufficiente, sottolineando la necessità di maggiore trasparenza e di un approccio più competitivo. Propone la riforma dei criteri di assegnazione dei fondi e l'adozione diffusa della peer review.

#### Vaccini
Nel 2019 si è dichiarato contrario alla sospensione per un anno della sanzione che prevede il divieto di accesso alle scuole per i bambini non vaccinati, sostenendo che il provvedimento comporti «una minore efficacia del decreto sull’obbligo e rischia di rendere vano lo sforzo che si è fatto finora per assicurare le soglie necessarie per la sicurezza di tutta la popolazione».

### Diritti civili

#### Diritti delle coppie omosessuali
Nel 2013 si dichiarò favorevole all'introduzione, a livello nazionale, del matrimonio e dell'adozione gay. In occasione della propria partecipazione al Roma Gay Pride del 2014 sostenne la necessità da parte del parlamento, di legiferare nel senso di garantire uguali opportunità familiari e di accesso ai servizi sociali per qualsiasi cittadino senza alcuna discriminazione.

#### Posizione sulla cannabis
Nel 2014 si dichiara favorevole alla legalizzazione della cannabis della cannabis per uso terapeutico o personale, nella convinzione che sia necessario attuare quanto indicato dal popolo con il Referendum del 1993. Secondo Marino, la legalizzazione della cannabis potrebbe essere una prima e necessaria iniziativa per sottrarre il mercato alle associazioni criminali.

## Opere
- Credere e curare, Torino, Einaudi, 2005. ISBN 88-06-17980-2.
- Idee per diventare chirurgo dei trapianti. Una corsa tra la vita e la morte, Bologna, Zanichelli, 2007. ISBN 978-88-08-16698-2.
- Sistema Salute. Analisi e prospettive per il futuro della sanità italiana, a cura di, Roma, Ie Italianieuropei, 2007.
- Nelle tue mani. Medicina, fede, etica e diritti, Torino, Einaudi, 2009. ISBN 978-88-06-19812-1.
- Il corpo, la malattia, la cura, Bentivoglio, ASMEPA, 2012. ISBN 978-88-97620-54-9.
- Credere e conoscere, con Carlo Maria Martini, Torino, Einaudi, 2012. ISBN 978-88-06-21284-1.
- Passaggi. Storia ed evoluzione del concetto di morte cerebrale, a cura di e con Howard R. Doyle e Giovanni Boniolo, con la collaborazione di Claudia Cirillo, Roma, Il pensiero scientifico, 2012. ISBN 978-88-490-0395-6.
- Ignazio Marino, Un marziano a Roma, Feltrinelli, 2016, ISBN 978-88-07-07044-0.